# 野村進
野村 進（のむら すすむ、1956年7月7日 - ）は、日本のノンフィクション作家、ジャーナリスト。

## 来歴・人物
東京都生まれ。東京都立国立高等学校卒業、上智大学外国語学部英語学科中退。1978年からフィリピンのマニラに2年間留学。留学中にフィリピン新人民軍に約5ヵ月間同行した体験をもとに帰国後、デビュー作『フィリピン新人民軍従軍記』を25歳で上梓し、本多勝一や佐木隆三らに絶讃された。
その後、日本人のサイパン移民の聞き書き『海の果ての祖国』（のちに大幅に加筆し『日本領サイパン島の一万日』と改題）を20代の6年間かけてまとめる。この作品は第19回大宅壮一ノンフィクション賞にノミネートされた。
羽生善治、孫正義、佐渡裕などに取材した『天才たち』のような人物論や、救命救急センターに泊り込みで取材した「ドキュメント救命救急センターの一週間」（別冊宝島83『当世死に方新事情』）をきっかけとした先端医療ルポも数多い。
在日韓国・朝鮮人を世界的な視点から描いた『コリアン世界の旅』で1997年に第28回大宅壮一ノンフィクション賞と第19回講談社ノンフィクション賞をダブル受賞。同書は約30万部のロングセラーとなっている。
アジア各国でその地とともに生きる日本人を描く『アジア新しい物語』でアジア太平洋賞受賞。
アジアの現在を見つめるルポ、さまざまな事件の記者を現場で取材した『事件記者をやってみた』、また日本の老舗企業を取材して“老舗ブーム”を巻き起こした『千年、働いてきました』、朝日新聞や読売新聞、NHKなどの新人記者研修にテキストとして採用された『調べる技術・書く技術』、認知症をこれまでとは違う「救い」の観点からとらえた『解放老人』など、幅広い分野で執筆活動をおこなう。
日本ペンクラブ常任委員、朝日新聞書評委員、読売新聞読書委員、講談社ノンフィクション賞選考委員などを歴任。
2004年から2025年まで拓殖大学国際学部教授を務めるなど、執筆だけではなく教育の分野でも精力的に活動を行っている。
2018年、「大元・石見（おおもと・いわみ）神楽研究賞」受賞。

## エピソード
- 大学在学中、交換留学でフィリピンを訪れるが、そこでたまたま選んだ下宿先の主人がフィリピン人作家で反マルコス独裁政権へのフィリピン共産党の地下活動の支援者であり、彼らの活動を追い続け、泥水の中で共に寝るなどして取材を続けた[3]。この経験がその後上梓する『フィリピン新人民軍従軍記』を書くきっかけとなった[4]。
- 小学校高学年以来のボクシングファンであり、高校時代から『ボクシング・マガジン』の座談会に出席していた[5]。やがて同編集部で、大学中退時までアルバイトをするようになる。プロのトレーナーを目指していた時期もあった。当時の前田衷編集長から、フィリピン留学時に「東南アジア通信員」を依頼され、フィリピンやタイの元世界チャンピオンへのインタビューや、現地での試合の観戦記を書き送っていた。インタビューした世界チャンピオンは、日本初の世界王者・白井義男やフィリピンの「国民的英雄」だったフラッシュ・エロルデ、タイ初の世界王者ポーン・キングピッチら30数名にのぼる[6]。
- 幼少期からバイオリンを12年間習っていた。大の落語ファンで、古今亭志ん朝が死去するまで“追っかけ”をしていた。
- 2011年と12年、第33回および34回講談社ノンフィクション賞選考時に、選考委員だった野村進は、候補作となった石井光太の、特に海外ノンフィクションに疑義を呈し、石井の著作で描かれているものの多くは、事実に基づかない創作なのではないかと指摘した。講談社の編集部がふたりの公開対談を企画し、野村は了承したが、石井は拒否した[7]。「石井光太論争」と呼ばれるが、野村本人に確認したところ、石井は現在に至るまで野村にひとことも反論していないという。

## 著書
- 『フィリピン新人民軍従軍記』晩声社 1981 のち講談社+α文庫
- 『海の果ての祖国 南の島に「楽園」を求めた日本人』時事通信社 1987　のち講談社文庫
  - 加筆改題『日本領サイパン島の一万日』岩波書店 2005　のち2025　中公文庫
- 『天才たち』文藝春秋 1992
- 『ニッポンの現場 現代を読み解く10の事件』講談社 1993 のち「事件記者をやってみた」日経ビジネス人文庫
- 『死なない身体 いま医学で起きていること』文藝春秋 1993 「脳の欲望死なない身体」増補、講談社+α文庫
- 『コリアン世界の旅』講談社 1996 のち講談社+α文庫、講談社文庫
- 『アジア定住 11カ国18人の日本人』めこん 1996 のち講談社+α文庫
- 『アジア新しい物語』文藝春秋 1999 のち文庫
- 『アジアの歩き方』講談社現代新書 2001
- 『脳を知りたい!』新潮社 2001 のち講談社+α文庫、講談社文庫
- 『救急精神病棟』講談社 2003 のち講談社+α文庫、講談社文庫
- 『千年、働いてきました 老舗企業大国ニッポン』角川oneテーマ21新書 2006、のち新潮文庫
- 『調べる技術・書く技術』講談社現代新書 2008
- 『島国チャイニーズ』講談社 2011
- 『千年企業の大逆転』文藝春秋 2014
- 『解放老人　認知症の豊かな体験世界』講談社 2015
- 『どこにでも神様　知られざる出雲世界をあるく』新潮社 2018、のち「出雲世界紀行」新潮文庫
- 『丹波哲郎　見事な生涯』講談社 2024